# Hearts of Soul
Hearts of Soul fue un grupo de música holandés formado por tres hermanas de Harderwijk: Bianca, Stella y Patricia Maessen.

## Carrera profesional
Durante los años 60 trabajaron entre otros para Dusty Springfield, hasta 1968 cuando fueron descubiertas.
En 1969, grabaron su primer álbum. 

## Festival de Eurovisión
En 1970, participaron en el Festival de la Canción de Eurovisión con la canción "Waterman" (escrita por Pieter Goemans). Las reglas del Festival vigentes en aquel momento solo permitía la participación de solistas y dúos, por lo que una de las hermanas se presentó como solista y sus hermanas como coro, aunque conservando el nombre del grupo, así que concursaron con el nombre "Patricia & Hearts of Soul". Acabaron en séptima posición de un total de 12 participantes. La experiencia eurovisiva no colmó las expectativas del grupo. 
A mediados de los años 70, se mudaron a Bélgica. Allí formaron el grupo Dream Express en 1975, con el antiguo componente del grupo Pebbles, el músico Luc Smets (casado con Bianca). En verano de 1976 alcanzaron el número 2 de las listas flamencas con la canción "Dream Express". El 5 de febrero de 1977 ganaron la final belga para elegir representante en el Festival de la Canción de Eurovisión 1977, que tuvo lugar en Wembley, Londres el sábado 7 de mayo. Fue la primera vez que Bélgica competía con una canción cantada en inglés. Con su canción "A Million in One, Two, Three" alcanzaron la séptima plaza de un total de 18 países.

## Carrera posterior
Dream Express volvió a cambiar el nombre en 1979, a LBS, formado por Luc, Bianca y Stella. Sus temas"LBS" y "Uncle Jim" fueron lanzados en 1979.
Stella también lanzó sencillos con el nombre Stella Mason, reprentó a Bélgica en el Festival de la Canción de Eurovisión 1982, con la canción "Si tu aimes ma musique", consiguiendo la cuarta posición.
Bianca lanzó singles desde principios de los 80 hasta 1993. El sencillo de 1993 Twee dolfijnen aan het strand van Hawaii fue un tributo por el centenaro del zoo de Amberes.
Durante el Festival de Eurovisión de 1986, Patricia hizo los coros a la ganadora Sandra Kim. En 1987, también hizo los coros a la participante por Luxemburgo Plastic Bertrand. 
Patricia Maessen murió el 15 de mayo de 1996 en Mortsel cerca de Ambreres a la edad de 44, a causa de un accidente cerebrovascular.